# Bora Chung
Bora Chung (koreański 정보라, ur. 1976 w Seulu) – południowokoreańska pisarka i tłumaczka. Jej zbiór opowiadań Przeklęty królik znalazł się w 2022 roku na krótkiej liście do International Booker Prize.

## Życiorys
Bora Chung urodziła się w 1976 roku w Seulu, w rodzinie dentystów. Uzyskała tytuł MA w zakresie studiów rosyjskich i wschodnioeuropejskich na Uniwersytecie Yale, następnie doktoryzowała się w obszarze literatur słowiańskich na Uniwersytecie Indiany. Prowadziła zajęcia z rosyjskiego języka i literatury oraz z science fiction na Uniwersytecie Yonsei. Jest działaczką społeczną.
Napisała trzy powieści i trzy zbiory opowiadań. Jako literackie inspiracje wymienia twórczość Pak Wanso, Brunona Schulza, Brunona Jasieńskiego, Andrieja Płatonowa i Ludmiły Pietruszewskiej oraz opowieści z Samguk Yusa. W 1998 roku zdobyła nagrodę literacką Yonsei za debiutanckie opowiadanie. W 2022 roku angielskie tłumaczenie jej zbioru opowiadań pt. Przeklęty królik w przekładzie Antona Hura znalazło się na krótkiej liście nominowanych do International Booker Prize. Na książkę składa się dziesięć opowiadań, które łączą elementy różnych gatunków literackich, takich jak realizm magiczny, horror czy science fiction.
Bora Chung zajmuje się także przekładem, tłumaczy współczesną prozę rosyjską i polską na język koreański. 

## Tłumaczenia na język polski
- Ponowne spotkanie (kor. 재회),  tłum. Marta Niewiadomska, Wydawnictwo Tajfuny 2022, ISBN 978-83-67034-16-6; przedruk w Książki. Magazyn do czytania 3/2023
- Przeklęty królik (kor. 저주토끼, ang. Cursed Bunny), tłum. Marta Niewiadomska, Wydawnictwo Tajfuny 2023, ISBN 978-83-67034-21-0
- Sny umarłych (kor. 죽은 자의 꿈), tłum. Dominika Chybowska-Jang, Wydawnictwo Kwiaty Orientu 2024, ISBN 978-83-66658-40-0
- Rozkład północy (kor. 한밤의 시간표), tłum. Dominika Chybowska-Jang, Wydawnictwo Kwiaty Orientu 2024, ISBN 978-83-66658-42-4
- Poddajcie się, Ziemianie! (kor. 지구 생물체는 항복하라), tłum. Dominika Chybowska-Jang, Wydawnictwo Kwiaty Orientu 2025, ISBN 978-83-66658-54-7